# Манска фунта
Манска фунта је валута и средство плаћања на Острву Ман. Ова валута није независна већ је, као и у Шкотској, само локални облик британске фунте. Паритет са британском фунтом је 1:1. С обзиром на то да није независна валута, нема ни међународни код али се може користити ознака IMP (Isle of Man Pound)
Манску фунту издаје острвска банка (Isle of Man Treasury). Годишња инфлација је износила 3,6% у 2005.
Папирне новчанице се штампају у апоенима од 1, 5, 10, 20 и 50 фунти а ковани новац у апоенима од 1, 2, 5, 10, 20 и 50 пенија као и 1 и 2 фунте.